# 다비데 모스카르델리
다비데 모스카르델리(이탈리아어: Davide Moscardelli, 1980년 2월 3일 몽스 ~ )는 벨기에에서 태어난 이탈리아의 전 축구 선수이다. 현역 시절 포지션은 스트라이커였다.
세리에 B에서 7시즌 동안 75득점을 기록했으며 당시 뛰던 모습이 가브리엘 바티스투타와 비교하여 바티골이라는 별명으로 불렸다.